# Sony Ericsson Xperia X10
Sony Ericsson Xperia X10 är en smartphone tillverkad av Sony Ericsson. X10 är Sony Ericssons första telefon baserad på mjukvaruplattformen Android. Telefonen presenterades den 3 november 2009 och lanserades i början av 2010.
Den förekommer i 2 versioner: X10a (oftast benämnd endast X10) och X10i. Den enda skillnaden berör frekvensbanden för 3G; X10 använder 800/850/1900/2100 bands och X10i 900/1700/2100.
Bland nyheterna fanns Timescape och Mediascape. Timescape samlar e-post, SMS och meddelanden och händelser från sociala nätverk som Facebook och Twitter på ett ställe. Mediascape samlar musik, videor och foton. Telefonen kan även ladda hem applikationer från Android Market.
I april 2010 släppte Sony Ericsson en miniversion av telefonen, vid namn X10 mini. Den skiljer sig framförallt i att den är väsentligt mindre, har svagare processor, mindre skärm och mindre mängd internminne. Operativsystemet är, liksom i X10, Android. En variant på X10 mini med benämningen X10 mini pro släpptes även under 2010. Pro är identiskt med sitt syskon med enda skillnaden att provarianten är utrustad med ett utskjutbart tangentbord. Detta påverkar även telefonens tjocklek och vikt men är i övrigt identisk med X10 mini.